# 고난촌 (후쿠시마현)
고난촌(일본어: 湖南村)은 일본 후쿠시마현 나카도리 서부, 아사카군에 속했던 촌이다. 1955년 3월 31일 신설되었으며, 1965년 5월 1일 고리야마시 등 11개 시·정·촌이 합병하여 고리야마시가 신설되고 폐지되었다.

## 역사
- 1955년 3월 31일 - 후쿠라촌 및 나카노촌, 미요촌, 쓰키가타촌, 아카쓰촌 등 5개 촌이 합병하여 고난촌이 신설되었다.
- 1965년 5월 1일 - 고리야마시와 아사카군 모든 정·촌(아사카정·미호타촌·오세촌·가타히라촌·기쿠타촌·히와다정·후쿠야마정·고난촌·아타미정), 다무라군의 다무라정 등 11개 시·정·촌(1시, 5정, 5촌)이 합병, 고리야마시가 새롭게 설치되고 폐지되었다.

## 참고 문헌
- 角川日本地名大辞典編纂委員会『角川日本地名大辞典 7 福島県』、角川書店、1981年 ISBN 4040010701
- 日本加除出版株式会社編集部『全国市町村名変遷総覧』、日本加除出版、2006年、ISBN 4817813180